# Come Over (Aaliyah)
Come Over è un singolo della cantante statunitense Aaliyah, pubblicato il 29 aprile 2003 come terzo estratto dalla raccolta postuma I Care 4 U.

## Descrizione
Registrato nel 1999, il brano doveva essere incluso nel terzo e ultimo album della cantante Aaliyah (2001), ma non venne incluso nella tracklist finale.
La canzone venne quindi affidata al duo R&B Changing Faces che ne registrò una propria versione, la quale venne inclusa nel loro terzo album in studio Visit Me (2000).

## Classifiche

### Classifiche settimanali
| Classifica (2003) | Posizione massima |
| ----------------- | ----------------- |
| Stati Uniti       | 32                |

### Classifiche di fine anno
| Classifica (2003) | Posizione |
| ----------------- | --------- |
| Stati Uniti       | 92        |